# 노키즈존
노키즈존이라는 용어는 2015년부터 사용되었다. 그 이전에도 어린이의 출입을 금지하는 업장이 없지는 않았으나, 노키즈존이라는 이름을 달고 확산되어 2016년경부터 본격적으로 논란이 되었다. 2017년 대한민국 국가인권위원회가 한 이탈리아음식점이 설정한 노키즈존에 대해 판단하며, 일률적으로 아동의 출입을 금지하지 않을 것을 해당 업장에 권고하기도 하였다. 2019년 현재 대한민국 내에 370개 이상의 노키즈존이 존재하는 것으로 추정된다. 2021년, 노키즈존 맵에 따르면 대한민국 내 약 420개 이상의 노키즈존이 존재하는 것으로 추정된다.
경기연구원은 노키즈존의 확산의 원인을 아이의 소란스러운 행동과 부모의 방관, 그리고 업장 내 안전사고의 책임을 업주에게 일부 지우는 법원 판결이라고 지목한다. SBS는 소위 '국물녀 사건'이 대두했을 때가 노키즈존 업장이 하나둘 소개되던 때와 비슷하다고 주장하였으며, 아시아경제신문은 소위 '스타벅스 오줌컵' 사건 이후 노키즈존 매장이 급격히 확산되었다고 주장했다.
노키즈존 문제에서 아동차별 여부를 논하기보다 육아문제의 개선에서 해법을 찾아야 한다는 의견도 존재한다. 앞서의 경기연구원 조사에서도 어머니의 육아에 대한 어려움과 육아에서 얻는 스트레스를 간접적 원인 중 하나로 보고, 어린이들에 대한 예절교육과 아울러 육아문제를 개선할 정책을 주문하였다.

## 반응
여론조사 결과는 대체로 노키즈존에 대한 찬성의견이 우세하다. 2016년 리얼미터의 여론조사에 따르면, 노키즈존 찬성 54.7%, 반대 36.2%, 모름9.1%로 찬성이 반대 의견보다 18.5% 높았다.
2016년 경기연구원의 조사에 따르면, 경기도민의 다수가 노키즈존이 업주의 영업상 자유에 해당한다고 생각하였으나(찬성 44.4%, 반대 22.8%), 노키즈존이 과잉조치에 해당한다고 보는 의견 역시 다수였다(그렇다 46.6%, 그렇지 않다가 23.4%).
2019년 엠브레인 트렌드모니터의 조사에 따르면, 전국 만 19~59세 성인남녀 1000명 중 66.1%는 ‘노키즈 존’에 찬성한다고 응답했으며, ‘노키즈 존’이 차별이라고 생각하는가에 대해 전체 응답자 69.2%가 차별의 문제는 아니라고 응답했다. 하지만 약 절반은 ‘소수의 아이와 부모들 때문에 전체 아동의 출입을 제한하는 것은 문제가 있다’는 생각도 동시에 하는 것으로 조사됐다(53.2%).
노키즈존 업소에 대응하여 아동친화업장, 속칭 예스키드존 소개 활동이나, 노키즈존에 대한 불매운동 역시 이루어져 왔다.

## 노키즈 존
2017년 9월 25일, 대한민국 국가인권위원회는 제주도의 한 이탈리안 레스토랑 사업주에게 "노 키즈 방침은 합리적 이유가 없는 차별행위”라며 앞으로 13세 이하 아동을 이용대상에서 일률적으로 배제하지 말 것을 권고하였다.

### 결정문 요지
상업시설의 운영자들은 최대한의 이익창출을 목적으로 하고 이들에게는 「헌법」 제15조에 따라 영업의 자유가 보장되므로, 본인이 원하는 방식으로 시설을 운영할 자유가 있다. 그러나 그와 같은 자유가 무제한적으로 인정되는 것은 아니며, 특히 특정 집단을 특정한 공간 또는 서비스의 이용에서 원천적으로 배제하는 방식으로 구현되는 경우에는 그에 합당한 사유가 인정되어야만 한다.
먼저 13세 이하 아동의 출입 및 이용을 금지하는 조치는 연령을 기준으로 하고 있는바, 피진정인이 운영하고 있는 식당은 파스타, 스테이크 등 이탈리아음식을 판매하는 곳으로 아동의 신체적, 정신적 건강에 유해한 장소에 해당하지 않고, 이용자에게 시설 이용상 특별한 능력이나 주의가 요구되는 곳도 아니므로, 해당 식당의 이용 가능성과 위 연령 기준 사이에 합리적 연관성이 존재하지 않는다.
또한 피진정인은 아동의 산만한 행동, 이를 적절히 제지하지 않거나 아동과 관련하여 무례한 행동을 하는 보호자로 인해 본인 또는 다른 이용자가 피해를 입게 된다는 점을 아동을 배제하는 근거로 주장하는 바, 실제 피진정인의 이와 같은 조치는 아동에 대한 배제뿐 아니라 아동을 동반한 보호자(주로 부모)에 대한 배제로 작용한다. 그러나 모든 아동 또는 아동을 동반한 보호자가 사업주나 다른 이용자에게 큰 피해를 입히는 것은 아니며, 무례한 행동으로 타인에게 피해를 주는 이용자가 아동 또는 아동을 동반한 보호자에만 국한되는 것 또한 아니다. 따라서 위와 같은 이유로 아동 및 아동을 동반한 보호자의 식당 이용을 전면적으로 배제하는 것은 일부의 사례를 객관적, 합리적 이유 없이 일반화한 것에 해당한다. 한편 피진정인으로서는 그 주장하는 바와 같은 영업상의 어려움이 일부 있다 하더라도, 이를 해소하기 위해 아동을 동반한 보호자에 대하여 안전사고 방지를 위한 주의사항, 영업에 방해가 되는 구체적인 행위를 제시하면서, 실제 위반행위에 상응하여 이용제한 또는 퇴장요구 등이 가능함을 미리 고지하는 등의 다른 방법을 사용할 수 있다.

## 노키즈존 관련 법률

### 유엔 「아동의 권리에 관한 협약」
- 제1조 이 협약의 목적상, 아동은 아동에게 적용되는 법에 의하여 조기에 성인연령에 달하지 아니하는 한 18세 미만의 모든 사람을 의미한다.
- 제3조 1. 공공 또는 민간 사회복지기관, 법원, 행정당국, 또는 입법기관 등에 의하여 실시되는 아동의 모든 활동에 있어서 아동의 최상의 이익이 최우선적으로 고려되어야 한다.
- 제19조 1. 당사국은 아동이 부모, 법정 후견인 또는 기타 아동양육자의 양육을 받고 있는 동안 모든 형태의 신체적, 정신적 폭력, 상해나 학대, 유기나 유기적 대우, 성적 학대를 포함한 혹사나 착취로부터 아동을 보호하기 위하여 모든 적절한 입법적, 행정적, 사회적 및 교육적 조치를 취하여야 한다.

### 「헌법」
헌법 제2장 국민의 권리와 의무
- 제10조 모든 국민은 인간으로서의 존엄과 가치를 가지며, 행복을 추구할 권리를 가진다. 국가는 개인이 가지는 불가침의 기본적 인권을 확인하고 이를 보장할 의무를 진다.
- 제11조 모든 국민은 법 앞에 평등하다. 누구든지 성별·종교 또는 사회적 신분에 의하여 정치적·경제적·사회적·문화적 생활의 모든 영역에 있어서 차별을 받지 아니한다.

12조

## 찬반토론
영유아 및 어린이의 입장을 금지하여 성인 손님에 대한 배려 및 영유아나 어린이의 안전사고를 방지할 수 있다.
소비자는 아이들로 인해 개인의 시간과 공간이 침해받지 않을 수 있다.
사업자는 평소 아이들과 관련한 애로사항들로 인해 손해볼 수 있었던 가게사정을 개선시킬 수 있으며 식당 고유의 분위기를 아이들로 인해 와해시키지 않을 수 있다.

### 반대론
노키즈존으로 인해 미래에 결혼을 하게 될 세대가 출산을 기피하게 될 것이다. 무자녀일 경우 카페 등의 업소를 자유롭게 이용할 수 있지만, 아이 동반시 자신도 노키즈존의 대상이 될 수 있다는 우려로 인해 출산을 기피할 수 있다.
또한 지나친 노키즈존은 저출산을 증가시킬 뿐 아니라 미혼남녀에게도 비혼 확산을 부추길 수 있다. 게다가 인구 유입에 힘쓰거나 출산을 장려하는 정책에 차질이 생길 것이다.